# Symbiodinium
Symbiodinium is een geslacht van symbiotische dinoflagellaten. Deze eencellige microalgen komen gewoonlijk voor in de binnenweefsels van tropische neteldieren zoals koralen, zeeanemonen en sommige kwallen. Ze geven fotosyntheseproducten af aan hun gastheer in ruil voor bescherming. Ze zijn ook aangetroffen in verschillende soorten sponzen, platwormen, enkele weekdieren en foraminiferen.
De algjes komen de cellen van hun gastheer binnen door middel van fagocytose, en blijven vervolgens leven als intracellulaire symbionten. Neteldieren die met Symbiodinium samenleven, komen meestal voor in warme, voedselarme mariene omgevingen. De dinoflagellaten geven tot wel 80% van hun assimilaten af aan de gastheer (het bloemdier). De algjes behoren tot de meest abundante eukaryote eencelligen in ecosystemen van koraalriffen.
Symbiodinium-soorten die in koralen leven worden ook wel zoöxanthellen genoemd. Deze term wordt gebruikt om te verwijzen naar goudbruine endosymbionten, waaronder ook diatomeeën en andere dinoflagellaten vallen. Het gebruik van deze term wordt afgeraden doordat ze taxonomisch diverse groepen te sterk generaliseert.